# 고카촌 (교토부)
고카촌(일본어: 五箇村)은 교토부 나카군에 있던 촌이다.

## 역사
- 1889년 4월 1일 - 정촌제 시행에 의해 4촌의 구역을 가지고 성립하였다.
- 1955년 1월 1일 - 미네야마정, 요시와라촌, 니야마촌, 단바촌과 합병해, 새로운 미네야마정이 성립, 동일 고카촌은 폐지되었다.

## 참고문헌
- 「角川日本地名大辞典」編纂委員会『角川日本地名大辞典 26 京都府』角川書店、1982年